# Michalová
Michalová es un municipio del distrito de Brezno en la región de Banská Bystrica, Eslovaquia, con una población estimada a final del año 2024 de 1208 habitantes.
Se encuentra ubicado al noreste de la región, cerca del curso alto del río Hron —un afluente izquierdo del Danubio— y de la frontera con las regiones de Žilina y Prešov.

## Demografía
| Año        | 1994 | 2004    | 2014    | 2024     |
| ---------- | ---- | ------- | ------- | -------- |
| Población  | 1371 | 1391    | 1372    | 1208     |
| Diferencia |      | +1,45 % | −1,36 % | −11,95 % |

| Año        | 2023 | 2024    |
| ---------- | ---- | ------- |
| Población  | 1234 | 1208    |
| Diferencia |      | −2,10 % |